# Osvetnici
 Ovo je glavno značenje pojma Osvetnici. Za druga značenja pogledajte Osvetnici (razdvojba).
Osvetnici su grupa izmišljenih stripovskih junaka izdavačke kuće Marvel Comics. Prvi put su se pojavili u listopadu 1963. godine u stripu The Avengers #1, a stvorili su ih scenarist Stan Lee i crtač Jack Kirby. U to vrijeme su slijedili trend superherojskih grupa koji je započeo nakon uspjeha DC -jevog stripa Liga pravde.
Nazvani "Zemljinim najmoćnijim herojima", Osvetnici su se izvorno sastojali od Iron Mana (Tony Stark), Ant-Mana (dr. Henry Pym), Ose (Janet Van Dyne), Thora i Hulka (Bruce Banner). Ubrzo im se pridružio i Kapetan Amerika nakon što je pronađen zaleđen na sjevernom Atlantiku. Spisak članova se iz godine u godinu mijenjao, u grupi su se, između ostalog, nalazili ljudi, mutanti, roboti, izvanzemaljci, pa čak i bivši zlikovci. Također su poznati po svome bojnom uskliku "Osvetnici, okupite se!".
2012. godine je izašao film Osvetnici  kojeg je režirao Joss Whedon. Film je postavio mnoge rekorde u zaradi, uključujući i najveće otvarenje u Sjevernoj Americi s vikend zaradom od 207.4 milijuna američkih dolara.